# David Hearn (piragüista)
David Carter Hearn (Bethesda, 17 de abril de 1959) es un deportista estadounidense que compitió en piragüismo en la modalidad de eslalon. Ganó trece medallas en el Campeonato Mundial de Piragüismo en Eslalon entre los años 1979 y 1995.
Su hermana Catherine también es una piragüista de eslalon.

## Palmarés internacional
| Campeonato Mundial | Campeonato Mundial            | Campeonato Mundial | Campeonato Mundial |
| Año                | Lugar                         | Medalla            | Competición        |
| ------------------ | ----------------------------- | ------------------ | ------------------ |
| 1979               | Jonquière (Canadá)            | Medalla de oro     | C1 por equipos     |
| 1979               | Jonquière (Canadá)            | Medalla de plata   | C1 individual      |
| 1981               | Bala (Reino Unido)            | Medalla de oro     | C1 por equipos     |
| 1981               | Bala (Reino Unido)            | Medalla de plata   | C1 individual      |
| 1983               | Merano (Italia)               | Medalla de oro     | C1 por equipos     |
| 1983               | Merano (Italia)               | Medalla de plata   | C1 individual      |
| 1985               | Augsburgo (RFA)               | Medalla de oro     | C1 individual      |
| 1985               | Augsburgo (RFA)               | Medalla de oro     | C1 por equipos     |
| 1987               | Bourg-Saint-Maurice (Francia) | Medalla de oro     | C1 por equipos     |
| 1987               | Bourg-Saint-Maurice (Francia) | Medalla de plata   | C1 individual      |
| 1989               | Río Savage (Estados Unidos)   | Medalla de oro     | C1 por equipos     |
| 1989               | Río Savage (Estados Unidos)   | Medalla de plata   | C1 individual      |
| 1995               | Nottingham (Reino Unido)      | Medalla de oro     | C1 individual      |